# Andrew Whitworth
Andrew James Whitworth (Monroe, 12 dicembre 1981) è un ex giocatore di football americano statunitense che ha militato nel ruolo di offensive tackle nella National Football League (NFL). Fu scelto nel corso del secondo giro (55º assoluto) del Draft NFL 2006. Al college ha giocato a football a LSU.

## Carriera professionistica

### Cincinnati Bengals
Whitworth fu scelto dai Cincinnati Bengals nel secondo giro del draft 2006. Debuttò come professionista come membro degli special team il 10 settembre contro i Kansas City Chiefs. Nella sua seconda gara, il 17 settembre contro i Cleveland Browns, partì come guardia sinistra titolare rimanendolo per tutto il resto della stagione. Il 12 novembre 12 contro i San Diego Chargers contribuì a far guadagnare all'attacco un massimo stagionale di 545 yard e un record in carriera di 440 yard passate a Carson Palmer.
Il 25 luglio 2008 Whitworth firmò un coi Bengals un'estensione contrattuale quadriennale del valore di 30 milioni di dollari.
Nel 2009 il capo-allenatore Marvin Lewis decise di cambiargli il ruolo in tackle sinistro e i risultati furono immediati. Partì come titolare in tutte le 16 gare della stagione, concedendo solo 5 sack e contribuendo alla stagione positiva del running back Cedric Benson che corse 1.251 yard. Il 12 dicembre 2010, Whitworth ricevette un passaggio da touchdown da una yard da Carson Palmer contro i Pittsburgh Steelers. Fu il primo della sua carriera e il primo offensive lineman dei Bengals a ricevere un touchdown dal 1995.
Dopo la stagione 2012, Whitworth fu convocato per il primo Pro Bowl in carriera. Nel 2014 non concesse alcun sack sul quarterback Andy Dalton, venendo inserito nel Second-team All-Pro. L'anno fu convocato per il suo secondo Pro Bowl ed inserito nel First-team All-Pro.

### Los Angeles Rams
Il 9 marzo 2017, Whitworth firmò un contratto triennale con i Los Angeles Rams. Nella prima stagione in California fu inserito nel First-team All-Pro e convocato per il Pro Bowl al posto dell'infortunato Tyron Smith. Nei playoff 2018, i Rams batterono i Cowboys e i Saints, qualificandosi per il loro primo Super Bowl dal 2001, perso contro i New England Patriots..
Il 10 febbraio 2022 Whitworth fu premiato con il Walter Payton NFL Man of the Year Award per le sue opere in ambito sociale. Il 13 febbraio partì come titolare nel Super Bowl LVI vinto contro i Cincinnati Bengals per 23-20, conquistando il suo primo titolo. Il 15 marzo 2022 annunciò il proprio ritiro.

## Palmarès

### Franchigia
- Super Bowl : 1

Los Angeles Rams: LVI
- National Football Conference Championship: 2

Los Angeles Rams: 2018, 2021

### Individuale
- Convocazioni al Pro Bowl: 4

2012, 2015, 2016, 2017
- First-team All-Pro: 2

2015, 2017
- Second-team All-Pro: 1

2014
- Walter Payton Man of the Year: 1

2021